# Keyner Brown
Keyner Yamal Brown Blackwood (Limón, 30 de diciembre de 1991) es un futbolista profesional costarricense que juega como defensa y su actual equipo es el Club Sport Herediano de la Primera División de Costa Rica.

## Trayectoria
Inició su carrera deportiva en Brujas FC, haciendo su debut en la Primera División de Costa Rica el 18 de abril de 2010 en un encuentro ante la Asociación Deportiva Ramonense. Al año siguiente se vincularía al Orión FC equipo con el que tiene escasa participación. En el 2012 pasa a formar parte del Limón Fútbol Club, únicamente por un torneo corto, antes de marcharse ese mismo año al Club Sport Uruguay de Coronado, equipo con el que consigue su primera anotación en Primera División de Costa Rica el 13 de enero de 2013 en un encuentro ante la Asociación Deportiva Carmelita. En el 2014 pasaría a formar parte del Club Sport Herediano, equipo con el que milita hasta la actualidad. Con los florenses se proclamó campeón del Verano 2015, así como del subcampeonato en el Invierno 2014. 
A niveles de selecciones nacionales ha disputado la Copa Mundial de Fútbol Sub-20 de 2011, así como los Juegos Panamericanos de 2011. 

### Participaciones en Copas del Mundo
| Mundial                               | Sede     | Resultado        |
| ------------------------------------- | -------- | ---------------- |
| Copa Mundial de Fútbol Sub-20 de 2011 | Colombia | Octavos de final |

## Clubes
| Club                           | País           | Año             |
| ------------------------------ | -------------- | --------------- |
| Brujas FC                      | Costa Rica     | 2010 - 2011     |
| Orión FC                       | Costa Rica     | 2011            |
| Limón Fútbol Club              | Costa Rica     | 2012            |
| Club Sport Uruguay de Coronado | Costa Rica     | 2012 - 2013     |
| Club Sport Herediano           | Costa Rica     | 2014 - 2016     |
| Houston Dynamo                 | Estados Unidos | 2016            |
| Club Sport Herediano           | Costa Rica     | 2017 - presente |

## Palmarés
| Título                         | Club                 | Año                          |
| ------------------------------ | -------------------- | ---------------------------- |
| Primera División               | Club Sport Herediano | Verano 2015                  |
| Primera División               | Club Sport Herediano | Verano 2016                  |
| Primera División               | Club Sport Herediano | Verano 2017                  |
| Primera División               | Club Sport Herediano | Apertura 2018                |
| Primera División               | Club Sport Herediano | Apertura 2019                |
| Supercopa de Costa Rica        | Club Sport Herediano | Supercopa 2020               |
| Primera División de Costa Rica | Club Sport Herediano | Apertura 2021                |
| Supercopa de Costa Rica        | Club Sport Herediano | Supercopa de Costa Rica 2022 |
| Supercopa de Costa Rica        | Club Sport Herediano | Supercopa de Costa Rica 2024 |
| Primera División de Costa Rica | Club Sport Herediano | Apertura 2024                |
| Primera División de Costa Rica | Club Sport Herediano | Clausura 2025                |

### Campeonatos internacionales
| Título        | Club            | Lugar    | Año  |
| ------------- | --------------- | -------- | ---- |
| Liga Concacaf | C. S. Herediano | Honduras | 2018 |